# Felipe Massa
Felipe Massa (São Paulo, Brazília, 1981. április 25. –) brazil autóversenyző, 2002-től 2017-ig Formula–1-es pilóta. 2002-ben debütált a Formula–1-ben a Sauber csapat színeiben. 2003-ban egy évig a Ferrari tesztpilótája volt, ezután két évre visszatért a Sauberhez versenyzőként. A 2006-os szezont ismét a Ferrari színeiben kezdte meg, de már versenyzőként, és egészen 2013-ig náluk versenyzett, a csapattal összesen 11 futamgyőzelmet szerezve. Tizennégy teljes szezont teljesített (2009-ben az idény második felét ki kellett hagynia fejsérülése miatt), legjobb összetettbeli eredménye a 2008-ban elért második helyezés. Pályafutása utolsó négy évében a Williams F1 pilótája volt. 2016. szeptember 1-jén, az Olasz Nagydíj helyszínén bejelentette, hogy az év végén visszavonul, azonban miután Valtteri Bottas a Mercedeshez szerződött, Massa még egy évvel meghosszabbította pályafutását, így hivatalosan 2017 végén fejezte be pályafutását a királykategóriában. 2018–19-től ismét aktív versenyző a Formula–E-ben.

## A Formula–1 előtt
Felipe Massa kilencéves korában kezdett el gokartozni São Paulóban. Első szezonjában a negyedik helyen végzett a Paulista Micro A gokartbajnokságban. További hét éven keresztül gokartozott, legnagyobb sikere a brazil gokartbajnokságon megszerzett harmadik hely volt 1997-ben.
1998-ban kezdett el autókkal versenyezni a brazil Forma Chevrolet sorozatban. Első szezonjában az ötödik helyen végzett, a következőben ő lett a bajnok – tíz futamon három futamgyőzelemmel.
2000-ben Európába érkezett, hogy az olasz és az európai Forma Renault sorozatban versenyezzen. Mindkét sorozatban azonnal megnyerte a bajnokságot – a Cram Competition színeiben nyolc versenyt nyert a szezon során.
2001-ben a Formula–3000-es Euro-szériában folytatta a pályafutását, ahol a Draco Competition-nel nyolc futamból hatot nyert meg, és ez természetesen a bajnoki címet is jelentette számára. Néhány verseny erejéig részt vett az Európai Túraautó Bajnokságban (ETC) is az Alfa Romeóval. A teljesítményére felfigyelt a Formula–1-es Sauber Petronas csapat, amely tesztelési lehetőséget ajánlott neki, és 2002-re leszerződtette a csapatába.

## A Formula–1-ben

### Sauber

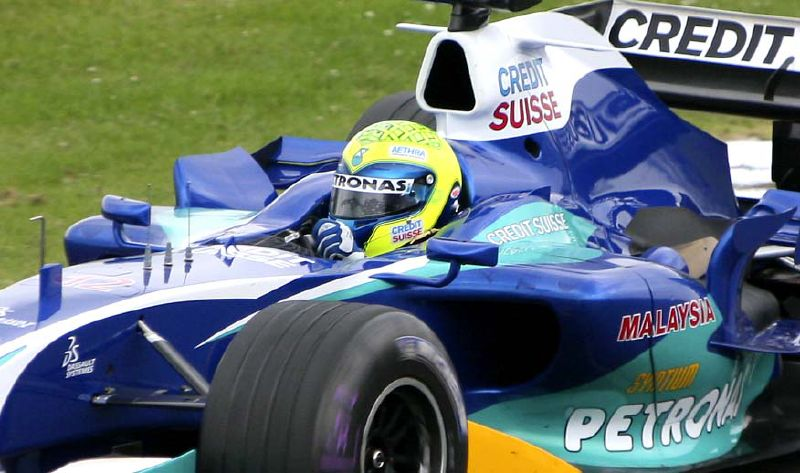
Felipe Massa a Sauberrel 2005-ben

A 2002-es szezonban Massa 4 pontot szerzett Jacques Villeneuvel egyetemben, mivel a brazil egyszer kevesebbszer ért célba mint a kanadai riválisa, ezért nem a tizenkettedik, hanem a tizenharmadik helyen végzett a bajnokságban a Sauber színeiben. Csapattársa, Nick Heidfeld a tizedik lett 7 ponttal. A brazil versenyző gyors volt, ám sokszor hibázott, megpördült, így 2003-ra nem kapott újabb szerződést. A Ferrari vezetői azonban úgy vélték, hogy tehetséges, így felkarolták, és a 2003-as szezont a maranellói csapatnál tölthette tesztpilótaként. Ez az év sokat jelentett a fiatal brazil pilóta számára: sikerült csökkentenie a hibaszázalékát, és fejlődött az autó műszaki megértése, beállítása terén is. Massa menedzselését a Ferrari csapatfőnökének a fia, Nicolas Todt vállalta.
2004-ben a Ferrari ösztönzésére a Sauber ismét leszerződtette Massát versenyezni. Ebben a szezonban 12 pontot gyűjtött, és a tizenkettedik helyet szerezte meg a bajnokságban. Csapattársa, Giancarlo Fisichella 22 ponttal a tizenegyedik lett.
2005-ben az 1997-es világbajnok, Jacques Villeneuve lett Massa csapattársa. A brazil általában gyorsabbnak bizonyult a kanadainál, és a világbajnoki pontversenyben is megelőzte: Massa 11 ponttal a tizenharmadik, Villeneuve 9 ponttal a tizennegyedik lett.

### Ferrari

#### 2006

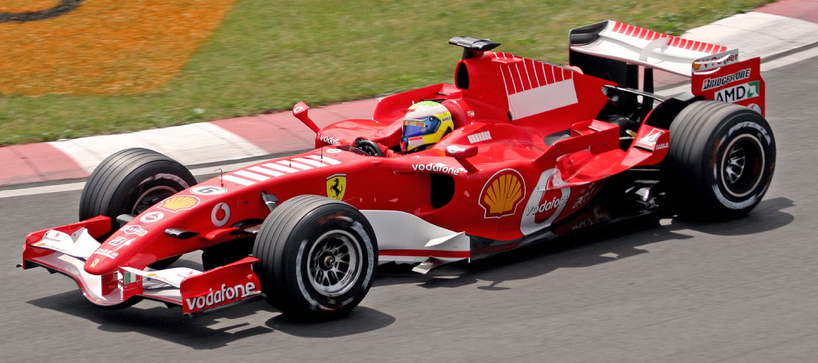
Massa a 2006-os kanadai nagydíjon

A 2005-ös szezon során a Ferrari egyik versenyzője, Rubens Barrichello váratlanul úgy döntött, hogy nem tölti ki a 2006 végéig szóló szerződését a csapatnál, hanem a Hondához szerződik. A Ferrari számára kézenfekvő helyettes volt Massa, akinek évek óta egyengették a pályafutását. A szezonnyitó bahreini nagydíjon már a második rajtkockából indulhatott Schumacher mellől. A versenyen egy kipördülés majd a boxkiállásnál történt problémák miatt csak a kilencedik lett. Malajziában rajtbüntetés miatt a 21. helyről indulva az ötödik helyen ért be a csapattársa előtt. Az első dobogós helyezését az európai nagydíjon érte el. A szezon második felében beérte a pontversenyben Fisichellát, és a harmadik helyen végzett a világbajnokságban 80 ponttal. Massa az évben sokszor segített a csapattársának, Michael Schumachernek megnyerni a versenyt, ő maga Törökországban szerezte meg pályafutása első győzelmét, majd Interlagosban, hazai pályán is nyert. Ezen a futamon a Ferrari megengedte, hogy Massa a hagyományos piros helyett nemzetiszínű overallban versenyezhessen.
Miután Michael Schumacher Monzában bejelentette a visszavonulását, a csapat egyúttal nyilvánosságra hozta a 2007-es pilótafelállását: Massával 2008-ig szerződést hosszabbítottak, míg a brazil csapattársa a finn Kimi Räikkönen lett.
A 2006-os remek szerepléséért 2007-ben megkapta a Lorenzo Bandini trófeát.

#### 2007

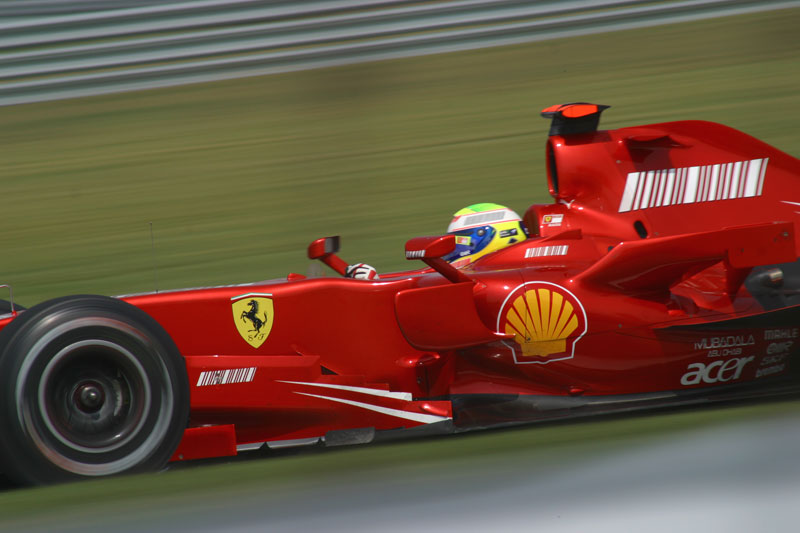
2007-ben, Indianapolisban

2007-ben csapattársa, Kimi Räikkönen világbajnok lett, ő pedig a 94 ponttal a 4. helyen végzett a bajnokságban.
Ausztráliában technikai problémák miatt az utolsó helyről kényszerült indulni, a versenyen a hatodik lett. A maláj nagydíjon a pole-ból indult, de mindkét McLaren megelőzte. Amikor vissza akarta előzni Hamiltont, kicsúszott az egyik kanyarban, és Heidfeld mögé az ötödik helyre esett vissza. A verseny végéig nem is tudott javítani pozícióján.
A gyenge kezdés után a Bahreini hétvégén egyértelműen dominált: a pole-ból megnyerte a versenyt, majd ugyanez következett Barcelonában is.
Monacóban nem tudta tartani a McLarenek tempóját, a harmadik lett. Kanadában Giancarlo Fisichellával együtt kizárták, mert nem vették figyelembe a boxkijáratnál a piros lámpát. Ezt egy harmadik, majd egy második hely követte az Egyesült Államokban és a francia nagydíjon. Silverstone-ban a bokszutcából kellett rajtolnia, mert az autója lefulladt a rajtnál. A verseny végére az ötödik helyre jött fel. A kaotikus európai nagydíjat sokáig vezette, míg az utolsó körökben meg nem előzte Fernando Alonso. A Hungaroringen csak a 13. helyen végzett pont nélkül. Törökországban az első helyről indulva nyert a csapattársa előtt. Monzában már a 10. körben búcsúzni kényszerült a felfüggesztés hibája miatt, majd Belgiumban második lett Räikkönen mögött.

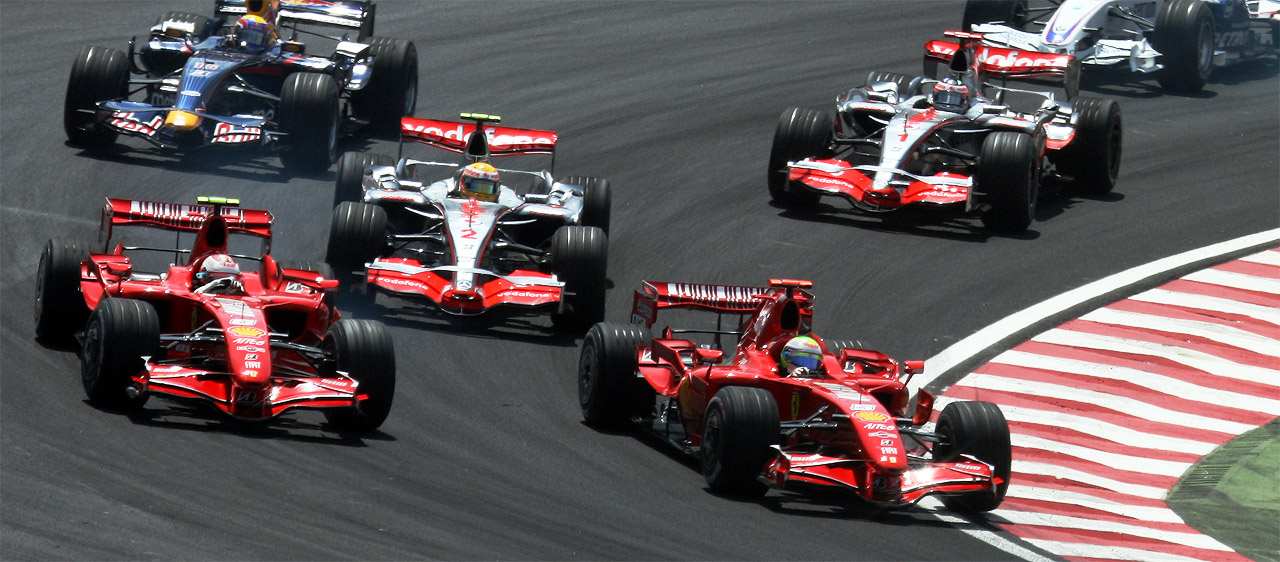
Massa vezeti a mezőnyt a brazil nagydíj rajtja után

A japán nagydíjon a Ferrari versenyzői intermediate gumiabroncsokkal rajtoltak el a kötelező esőgumik helyett, emiatt ki kellett állniuk kereket cserélni, és mindkét versenyzőnek ezzel elszálltak a győzelmi esélyei. Massa, aki még bokszutca-áthajtásos büntetést is kapott, az utolsó körben látványos csatát vívott Kubicával a hatodik helyért, amit meg is szerzett.
Kínában a harmadik lett Räikkönen és Alonso mögött.
Az utolsó, brazil nagydíjon a két McLarenes és a finn csapattársa volt esélyes az egyéni világbajnoki címre, a brazil már nem. Massa megszerezte a pole-pozíciót, de a versenyen elengedte a csapattársát, és ezzel hozzásegítette őt a világbajnoki címhez. A hazai pályán versenyző brazil a második lett. A Ferrari megnyerte a konstruktőri világbajnokságot, miután a McLarent kizárták a konstruktőri bajnokságból.
Három futamgyőzelmet szerzett, Bahreinben, Spanyolországban és Törökországban nyert, hatszor indult a pole-pozícióból.

#### 2008
Massa 2008-ban hat futamot nyert meg (Szahír, Isztambul, Magny-Cours, Valencia, Spa-Francorchamps, Interlagos) és ugyanennyiszer rajtolt a pole-pozícióból.

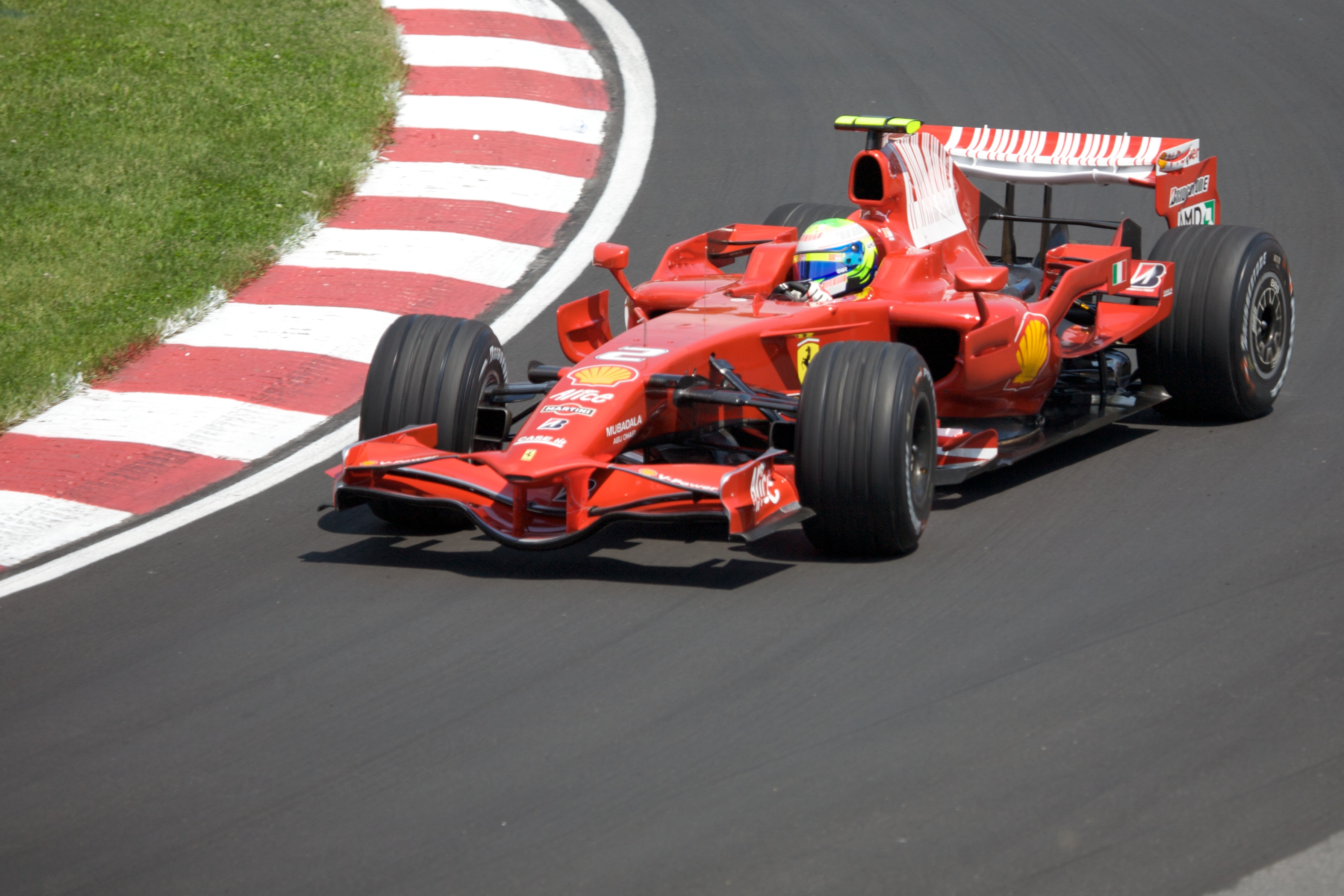
A kanadai nagydíjon

A 2008-as ausztrál nagydíjon a rajt után az első kanyarban önhibájából kipördült, később műszaki hiba miatt kiesett, pedig a 4. helyről indult. A maláj nagydíjon a pole-ból indult, de visszaesett a második helyre, majd hibázott és megpördült, így kiesett. A verseny után többen bírálták Massa teljesítményét, mondván, hogy nem képes megfelelően uralni az autót. Választ adva a kétkedőknek a soron következő bahreini nagydíjon messze a leggyorsabb volt a szabadedzéseken, és alig maradt le az első rajtkockáról. A versenyen már a rajtnál az élre állt, azonnal megelőzte Robert Kubicát, és magabiztosan nyert első 2008-as pontjait megszerezve.
A következő nagydíjon a harmadik helyről indulva a második lett Räikkönen mögött. Törökországban, ahol a megelőző két évben megnyerte a versenyt, ismét jó esélyekkel indult. Az időmérőn megszerezte a pole-pozíciót, a versenyen a harmadik helyről induló Lewis Hamilton végig a nyomában volt. Hamilton a könnyebb autójával az első boxkiállás után meg is előzte, de nem tudott elegendő előnyt szerezni ahhoz, hogy előtte maradjon. Massa zsinórban harmadszor is megnyerte a török nagydíjat, és felzárkózott a világbajnokság második helyére Räikkönen mögé, ahonnan visszaszorult a harmadikra a monacói nagydíj után. A hercegségben megnyerte az időmérő edzést, és az esős futamot is vezette az elején, de a hibájának (kicsúszott a Saint Dévote kanyarban) és a csapat bokszutcai bakijának köszönhetően csak a harmadik lett.

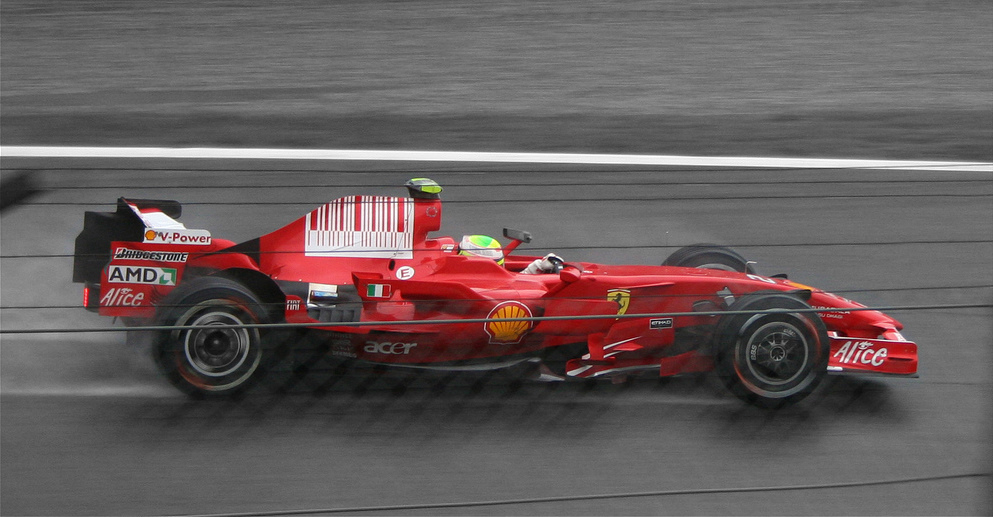
Az esős Olasz futamon

A kanadai nagydíjon jelentős hátrányba került, amikor a biztonsági autós időszak alatt végrehajtott tömeges boxkiállások során Räikkönennel együtt állt ki, de őt nem tudták megtankolni. Räikkönen ekkor kiesett, mert Hamilton a bokszutca kijáratánál hátulról nekiütközött. Massa a következő körben kénytelen volt újra kiállni üzemanyagért. A mezőny végéről szép előzésekkel (egy alkalommal a hajtűkanyarnál egyszerre két autót is megelőzött (Barrichello-t és Kovalainent)) az 5. helyre tudott feljönni. Az így szerzett pontjaival először az évad során Räikkönen elé került a pontversenyben. A futamot megnyerő Robert Kubica azonban mindkettejüket megelőzte. Franciaországban a pole Räikkönené lett. Massa a versenyen a második helyen haladt, amikor a csapattársa kipufogóproblémák miatt lelassult, és így megelőzhette, és így megnyerte a futamot. Massa a pályafutása során először állt az élre a világbajnoki pontversenyben. 1993 óta először fordult elő, hogy brazil van az élen a világbajnokságban.
A brit nagydíjon a csapat hibája miatt csak a 9. rajthelyet szerezte meg, és az első körben megpördült, így visszaesett az utolsó helyre. A verseny alatt végig szenvedett, rengetegszer pördült meg, és a versenyt csak az utolsó, 13. helyen kétszeres körhátrányban fejezte be. Ezzel a világbajnokságban utolérte a versenyt megnyerő Hamilton, és a negyedik helyen célba érő Räikkönen, így hármas holtverseny alakult ki.
 A pontversenyben így Hamilton vette át a vezetést. Bár három-három győzelme, egy-egy második, egy-egy harmadik, egy-egy ötödik és egy-egy tizenharmadik helye volt Massa-nak és Hamiltonnak is, Massa a másik két futamon kiesett, Hamiltonnak viszont volt egy 10. helye Franciaországban, így jobb eredmény volt, mint Massának.

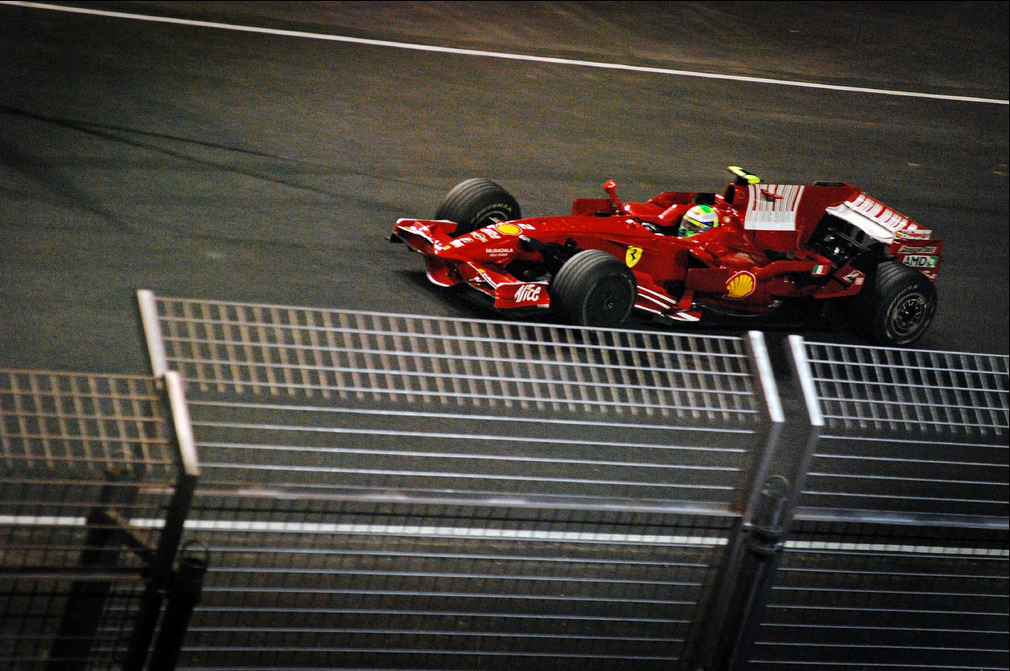
Az éjszaka megrendezett szingapúri nagydíjon

A német nagydíjon a második rajtkockát szerezte meg, a versenyen a harmadik lett, mivel megelőzte a honfitársa, Nelsinho Piquet, aki a biztonsági autós szakasz előtt állt ki a boxba rengeteg pozíciót nyerve ezzel.

A magyar nagydíjon a 3. helyről lerajtolta a két McLarent, majd a verseny nagy részében vezetett, de 3 körrel a vége előtt a motorja füstölve megadta magát. Massa teljesítette a verseny 90%-át, ezért értékelték a 17. helyre. A világbajnokságban visszaesett a 3. helyre csapattársa mögé, aki a versenyen a harmadik lett.

Az európai nagydíjon az új valenciai pályán rajt-cél győzelmet aratott, ami teljes mértékben kárpótolta a Hungaroringi fiaskóért. Ezzel a győzelemmel 6 pontra jött fel Hamilton mögé.

A belga nagydíjat Räikkönen kicsúszásának és Hamilton 25 másodperces büntetésének köszönhetően megnyerte.

Az esős olasz nagydíjon a 6. helyről indult, és ugyanitt fejezte be a versenyt maga mögött tartva Lewis Hamiltont.

Szingapúrban, a Formula–1 első éjszakai nagydíján megszerezte a pole-pozíciót. A futamon az élen haladt, amikor Nelsinho Piquet balesete miatt beküldték a pályára a biztonsági autót, ami mögül mindenki egyszerre jött ki tankolni. A jelzőrendszer hibájából túl korán indult el, és magával rántotta az üzemanyagtömlőt, amit a bokszutca végéig húzott. Csak jelentős időveszteséggel tudott visszaállni, majd bokszutca-áthajtásos büntetést kapott, ráadásul a verseny végén meg is pördült, így pont nélkül tizenharmadikként fejezte be a versenyt. A versenyen Hamilton a harmadik lett, és így hét pontra növelte az előnyét.

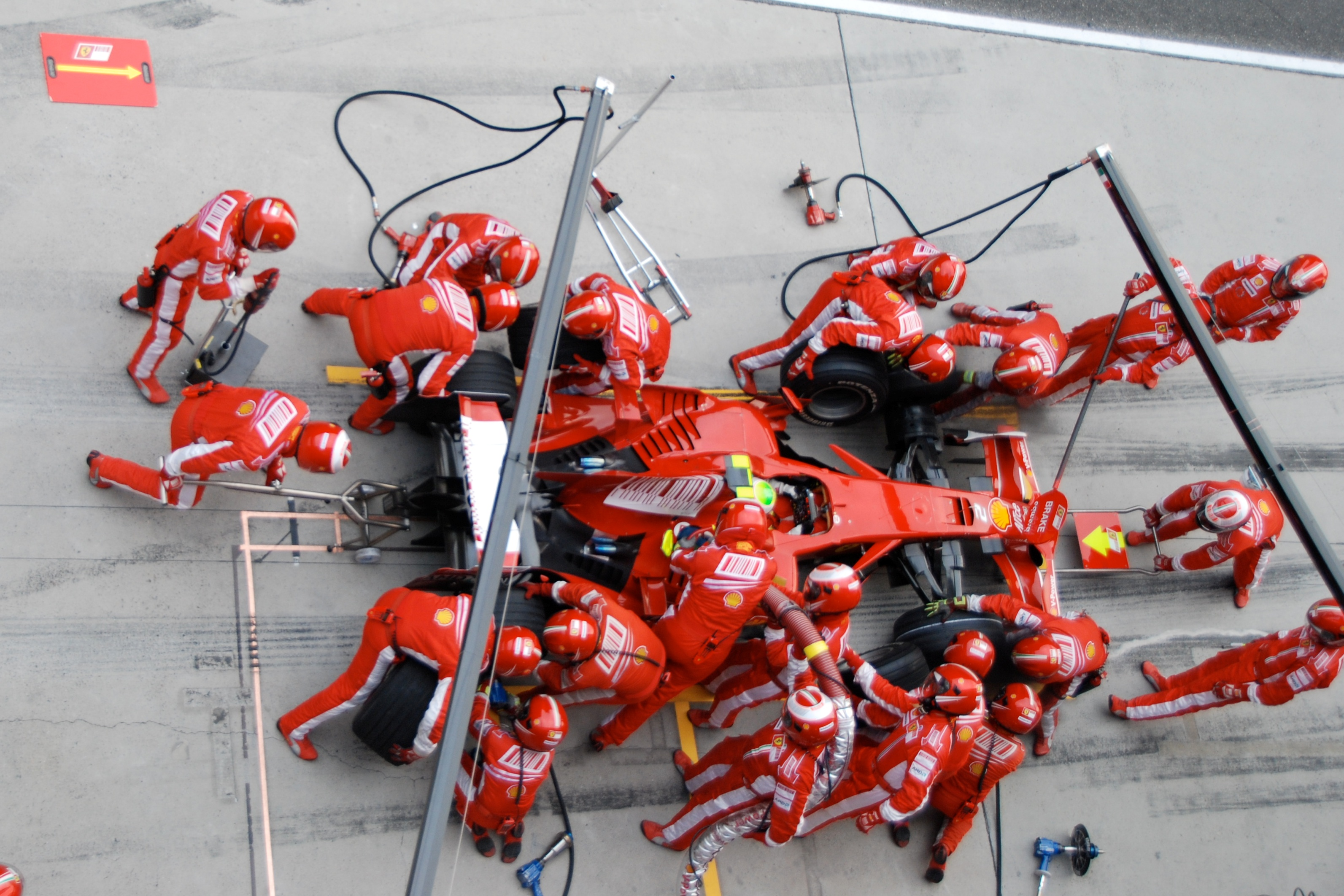
Egyik boxkiállása a 2008-as kínai nagydíjon

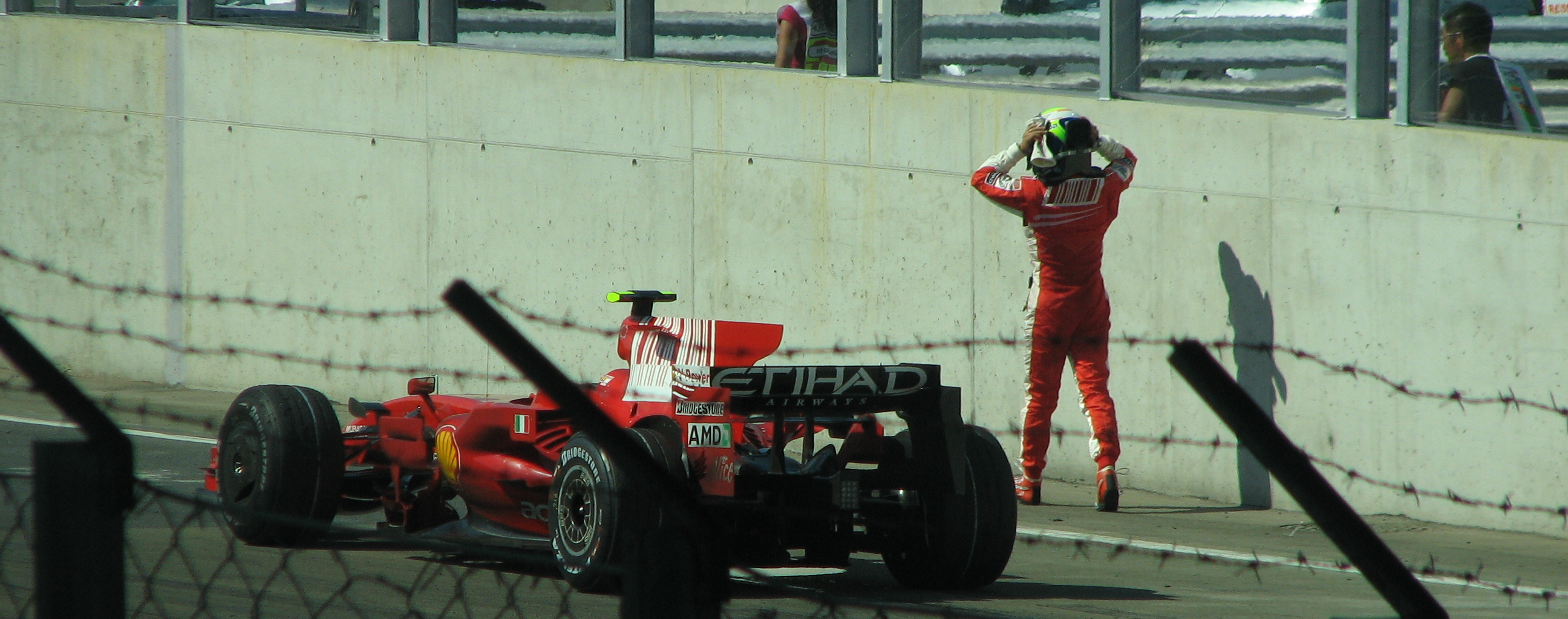
A 2008-as magyar nagydíjon a motorja megadta magát

A japán nagydíjon csak az 5. helyről indulhatott. A verseny elején a rajtnál visszaeső Hamilton megelőzte, de összeütköztek a sikánnál, és Hamilton meg is pördült. Hamilton a mezőny végére tudott visszaállni, míg Massa továbbhaladt, de nem sokkal később bokszutca-áthajtásos büntetést kapott Hamilton meglökéséért. A mezőny hátsó feléből kapaszkodott vissza, amikor ütközött a boxból éppen kihajtó Bourdais-val. Ezúttal ő állt keresztbe a pályán, de folytatni tudta a versenyt, és a leggyorsabb kört is megfutva a 8. helyen ért célba. Massa a nagydíj után tagadta a felelősségét mindkét esetben. A 6. helyen célbaérő Bourdais az ütközésért utólag 25 másodperces büntetést kapott, ezzel visszaesett a 10. helyre, így Massa feljött a 7. helyre 5 pontra csökkentve a hátrányát a pontot nem szerző Hamiltonnal szemben.
A kínai nagydíjon a 3. helyről indult, ebben a pozícióban versenyzett végig, míg a verseny vége előtt nem sokkal Räikkönen elengedte, így a 2. helyen ért célba. A futamot Hamilton nyerte meg, így az utolsó, Brazil Nagydíj előtt a brit előnye 7 pont volt.
Massa könnyedén győzött a hazai versenyén, míg Lewis Hamiltont az utolsó körökben megelőzte Sebastian Vettel, Hamilton így a hatodik helyre szorult vissza, és ebben a befutási sorrendben a brazil lett volna a világbajnok. Hamiltonnak sikerült az utolsó előtti kanyarban megelőznie a száraz pályára való gumikkal küszködő Timo Glockot, így a brit egy pont előnnyel megnyerte a 2008-as világbajnokságot. Massa a második lett 97 ponttal.

#### 2009

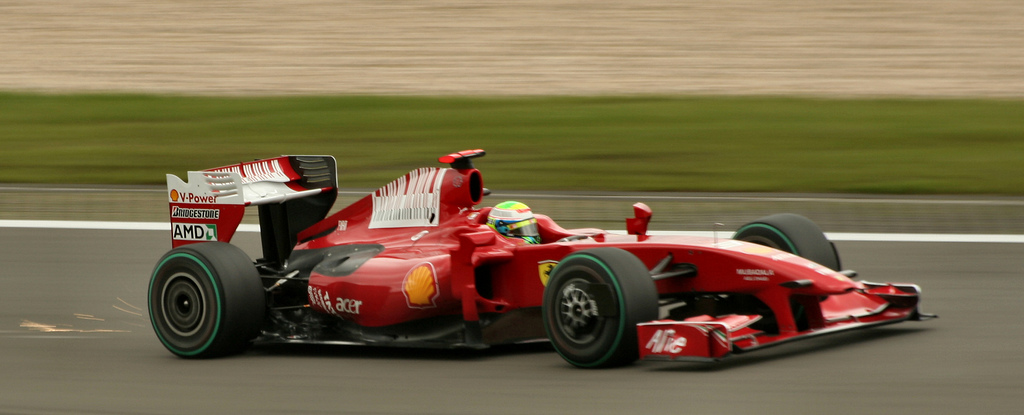
Massa a Nürburgringen

2009-ben számos szabályt gyökeresen megváltoztattak a sportágban (slick gumik visszahozatala, szélesebb első, keskenyebb, magasabb hátsó szárny, szezon közbeni teszttilalom, 18000-es fordulatszám korlátozás, engedélyezett KERS, amelyet a Ferrari beépített autóiba). Számos nagycsapat, köztük a Ferrari, a McLaren, a BMW, nem tudott jól alkalmazkodni az új szabályokhoz.
Massa az első négy versenyen nem tudott pontot szerezni: Ausztráliában és Kínában technikai probléma miatt kiesett. Malajziában a csapat hibája miatt a 16. helyről indult. Az eső miatt korán leintett versenyen a 9. helyig ért fel, így nem ért el pontot. A bahreini nagydíjat a 14. pozícióban fejezte be, messze a pontszerző helyektől.
Spanyolországba a Ferrari számos újítással érkezett, Massa negyedik lett az időmérőn. A verseny nagy részében a 3. helyen autózott, de a futam végén jelezték neki, hogy kevesebbet tankoltak neki az utolsó kiállásánál, mint amennyivel befejezhette volna a versenyt. A brazilnak így vissza kellett vennie a tempóból, végül a 6. lett csak. Utólag kiderült, hogy elég üzemanyaga volt a brazilnak a futam befejezéséhez.
Monacóban 4. lett csapattársa, Kimi Räikkönen mögött és megszerezte a leggyorsabb kört is.
Az isztambuli és silverstone-i pontszerzése után jó rajtjával, majd a jó boxstratégiával először állhatott dobogóra a Nürburgringen, ezek voltak az utolsó pontjai az évben.
A magyar nagydíj időmérő edzésén azonban kis híján végzetes balesetet szenvedett. Az edzés második szakaszában a pálya gyors részén, a négyes kanyar előtt Rubens Barrichello autójának hátsó felfüggesztéséből egy elszabadult rugó fejen találta. Massa szinte fékezés nélkül csapódott a gumifalba. Ezután a pályakórházba, majd a budapesti Állami Egészségügyi Központba (a korábbi Honvéd Kórházba) szállították életveszélyes sérülésekkel, ahol homlok- és arccsonttöréssel megműtötték.

2009. augusztus 3-án hagyta el a budapesti kórházat, ő és családja magánrepülőgéppel brazil otthonukba repültek.
Először arra az álláspontra jutott az olasz istálló, hogy a hétszeres világbajnok Michael Schumacher fogja helyettesíteni az egész szezonban. Schumacher mugellói tréningje után erős nyaki fájdalomra panaszkodott, és ezzel a terapeuták sem tudtak mit kezdeni. Így az olasz Luca Badoert ültették be két versenyre (európai nagydíj, belga nagydíj), de nem bizonyult elég gyorsnak. Végül a Ferrari leszerződtette a Force India pilótáját, Giancarlo Fisichellát az utolsó öt versenyre, és megkapta a 2010-es tesztpilótai ülést is.

#### 2010

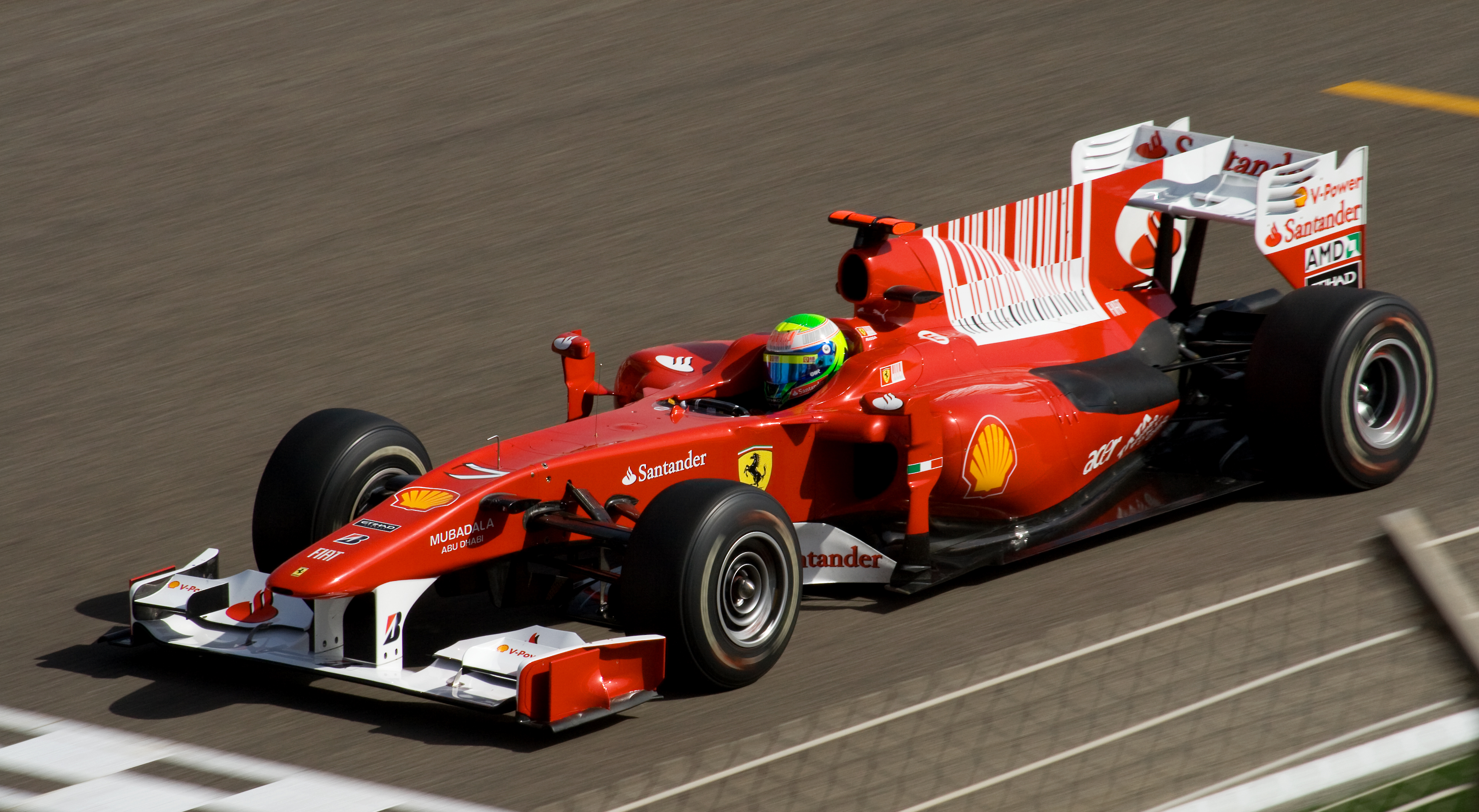
Massa 2010-es autója

Miután felépült a balesetből, már biztosra lehetett tudni, hogy a Ferrarinál marad.
Majd később kiderült, hogy a finn Kimi Räikkönen helyére a spanyol Fernando Alonso érkezik. A teszteken erősnek tűntek.
Az évadnyitó bahreini nagydíjon a brazil jól ment az időmérőn. A 2. pozíciót szerezte meg és ott is ért célba csapattársa mögött, miután lerajtolta. Az előtte lévő Sebastian Vettel hátracsúszott, így konkrétan ugyanott maradt. Az ausztrál nagydíjon nem ment annyira jól, az 5. helyről rajtolva a 3. lett. A rajtnál a csapattársát kilökték, de felzárkózott és Massa mögött ért be. Ezután következett Malajzia, amikor nagyon elrontották az időmérőt. Massa a 21. helyről zárkózott fel a 7. helyre, és mivel Alonso kiesett, így ő vette át a vezetést a vb-ben.
A német nagydíjon az első rajtkockán lévő Sebastian Vettelt sikerült az első kanyarban megelőznie, és utána ő vezette a mezőnyt, majd Fernando Alonso következett. Később a Ferrari azt az utasítást adta Massának, hogy engedje el Alonsót, mert neki még lehet esélye a világbajnoki címre. Ezért a futamot Alonso nyerte és Massa második lett. Magyarországon és Belgiumban egyaránt 4., Olaszországban pedig 3. lett. Szingapúrban egy kisebb visszaesés (8. hely), majd Japánban egy rajtbaleset. Koreában állt utoljára dobogón 2010-ben (3. hely), míg Brazíliában csak 15., Abu-Dzabiban 10. lett. A szezont 144 ponttal a 6. helyen zárta.

#### 2011
Ebben az évben Massa nem teljesített valami jól. Nemhogy győzni, még dobogóra állni se tudott, a legjobb helyezése ötödik helyezés volt hatszor (Sepang, Valencia, Silverstone, Nürburgring, Yas Marina, Interlagos). Összesen 118 pontot szerzett, amivel egyéniben a 6. lett.

#### 2012
2012-ben sem indult jól Massa szezonja. Az év elején szinte már az időmérő második szakaszában elvérzett. Az első futamon már rögtön kiesett. Utána 2 futamon (Malajzia, Kína) még pontot sem szerzett, majd megszületett az első pontszerzése Bahreinben (9. hely). Barcelonában ismét pont nélkül zárt, majd Monacóban 6., Kanadában 10. lett. Valenciában ismét nullázással zárt. A Brit Nagydíjon viszont felülmúlta a tavalyi legjobb eredményét is, 4. hely, majd Hockenheimben újra nullázott. A Magyar Nagydíjon 9., a Belga Nagydíjon 5. lett. Monzában a harmadik helyről indulhatott, de gumiproblémák miatt "csak" a 4. lett. Szingapúrban egy fantasztikus manővert alkotva egy kedvező 8. helyen zárt. A Japán Nagydíjon felülkerekedett majd' 2 éven át tartó sikertelenségi sorozatán: Vettel mögött másodikként dobogóra tudott állni. Koreában a 6. helyről rajtolva a 4. lett. Indiában 6. lett. Indiát követően ismét pontszerző helyen tudott végezni, 7. helyen zárt. A frissen felavatott pályán, Austinban pedig a 4. helyen ért célba. A szezon utolsó versenyén, hazai pályán a szezonban másodszorra is dobogón tudott végezni, a 3. helyet foglalta el. Összetettben 122 ponttal a 7. helyen végzett 2012-ben.

#### 2013

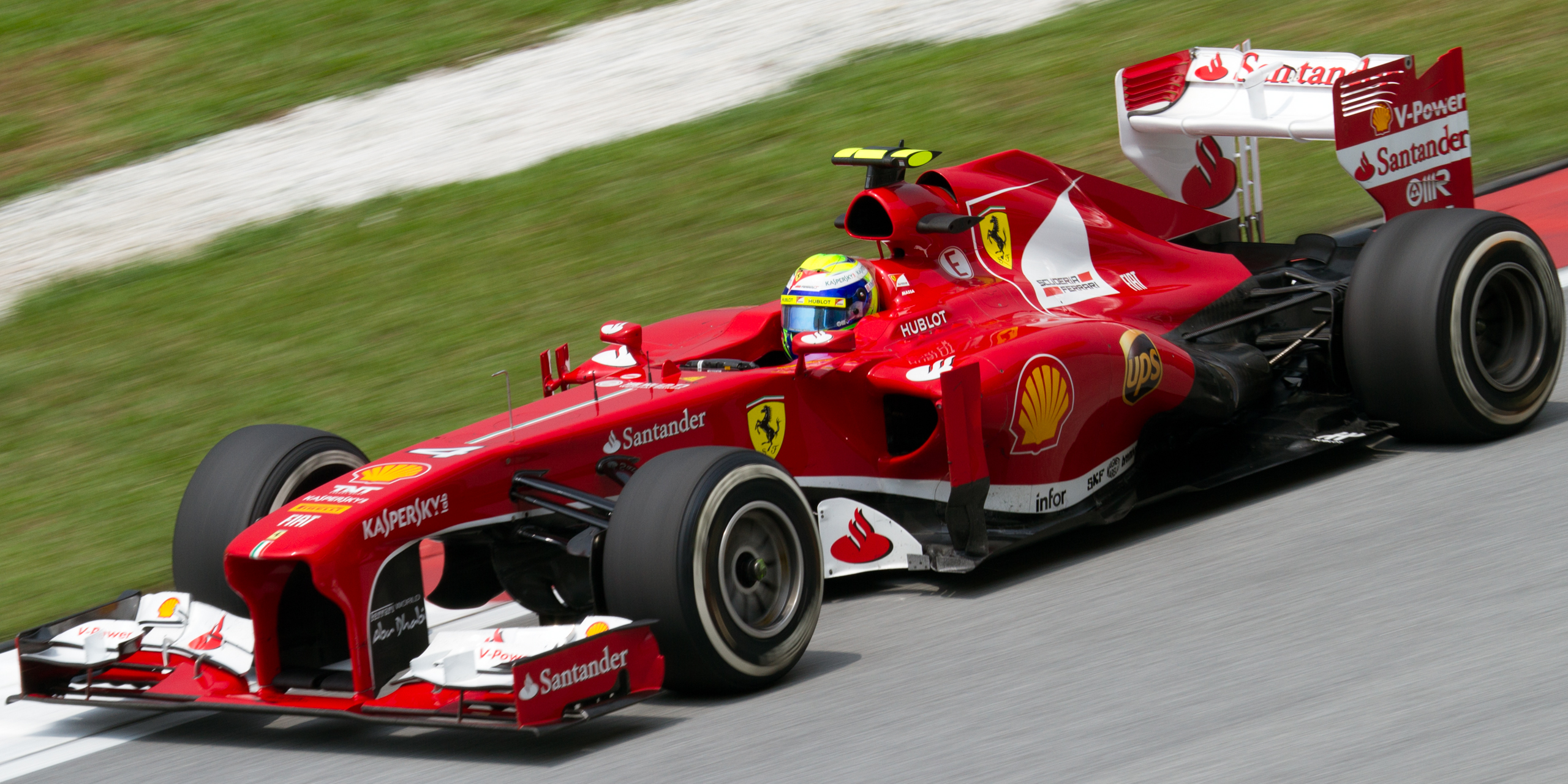
Massa az utolsó Ferraris évében

2013-ban Massa szezonja egészen szépen indult, az idény első két időmérő edzésén meg is verte csapattársát, Fernando Alonsót. Az első futamon Melbourne-ben 4. lett, majd Sepang 5., Sanghajban 6. Bahrein Massát a pontszerző helytől a kétszeri gumiról való futófelület-leválás választotta el. Barcelonában a 9. helyről rajtolva óriási versenyzést bemutatva 3. lett, csapattársa Alonso 5. helyről nyert, aki így történelmet írt. Monacóban nem állt Massa mellett a szerencse, a brazil először a szombati 3. szabadedzésen törte a célegyenes végén a Ferrarit, emiatt a kvalifikáción sem tudott elindulni. Vasárnap sem volt jobb a hátulról rajtoló Massának, aki a 30. körben ismét ugyanott törte össze versenyautóját a brazil, csak ezúttal műszaki hiba miatt. Eleinte Kanadában sem a brazilnak állt a zászló, ugyanis a szombati kvalifikáció 2. szakaszában összetörte ismét a versenyautóját, és csak a 16. helyet szerezte meg. Azonban a versenyen ismét parádésan ment, ennek köszönhetően 8. lett. Silverstoneban sem úgy indult a hétvége, hogy ez a Ferrari hétvégéje lesz. Massa a pénteki 2. szabadedzésen ismét megbontotta az autóját, de most kisebb károkkal. A kvalifikáción csak 11. lett, csapattársa mögül rajtolhatott. A versenyen zseniálisan jött el a rajtnál, a brazil 5 pozíciót javított és utána még megelőzte Kimi Räikkonent az 5. helyért. Massa Hamilton defektje után a 4. helyen haladt, amikor őt is utolérte a defekt átka. Boxkiállását követően az utolsó helyre esett vissza, azonban a további kalamajkát jól használta és egy igen erős versenyzéssel 6.-ként futott be. Habár csapattársa Alonso nem kapott defektet, de ő is hasonlóan jó versenyzéssel lett 3.

### Williams

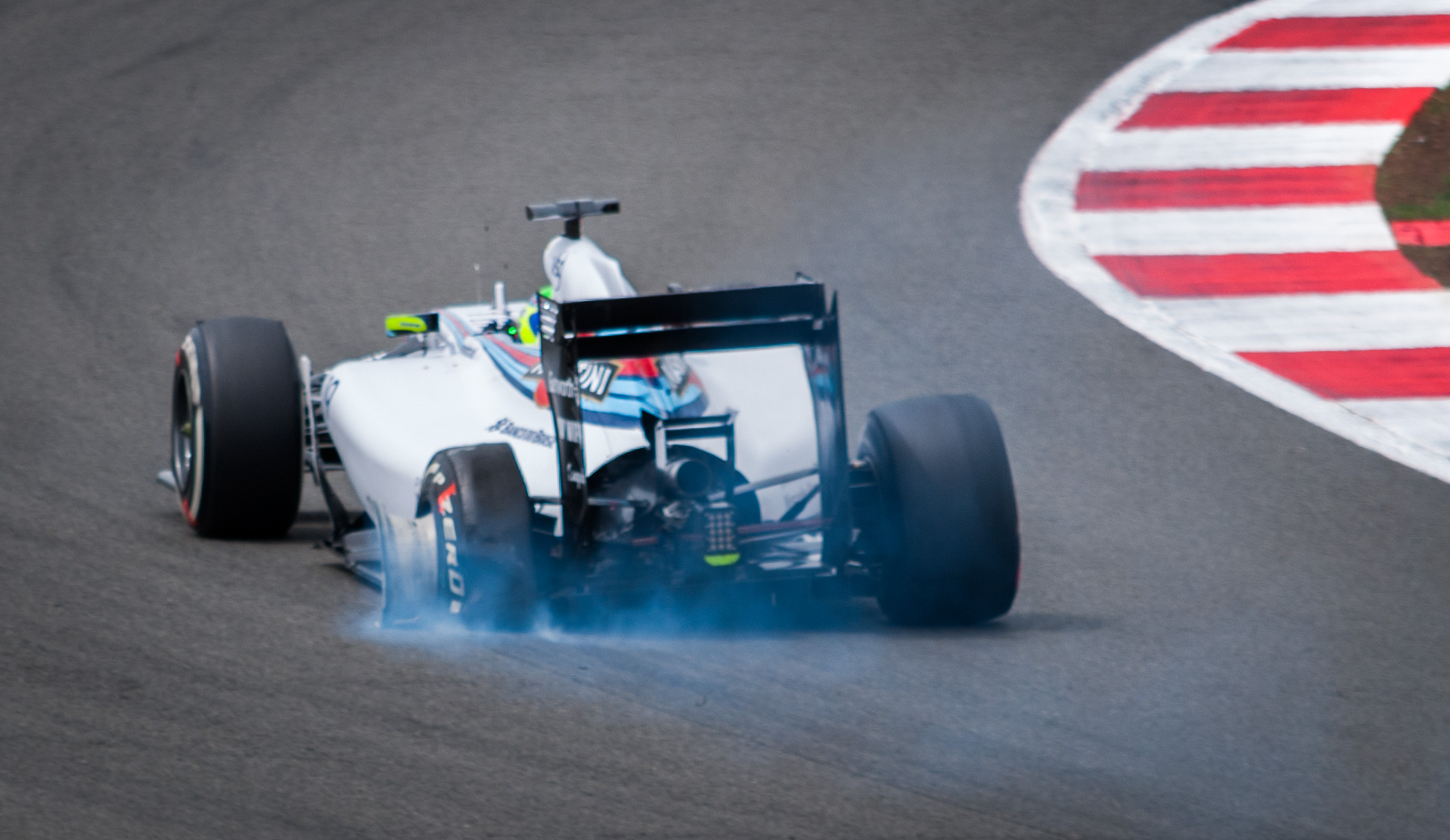
Massa a 2014-es Brit Nagydíjon defektes kerékkel megy vissza a boxba miután Kimi Raikkönennel ütközött

#### 2014
Massa a 2014-es szezonban a jelentős átalakuláson átment Williams F1 pilótájaként folytatja pályafutását. Már az első rajtnál utolérte a rá jellemző balszerencse, amikor az egyik Caterham kiütötte alóla az autót. Az új Williams meglepően jól nyitotta a szezont. A csapat sem szokta meg, hogy az élmenőkkel harcoljon, így eshetett meg, hogy Massa az ausztriai első rajthelyét még csak dobogóra sem tudta váltani. A szezon során Kanadában Sergio Pérez, Angliában Kimi Räikkönen balesetet szenvedett Ferrarija torpedózta meg, de a leglátványosabb borulása Kevin Magnussennel történt összeakadásnak volt köszönhető. Legjobb eredményei a szezonban: Monza 3. hely, brazil nagydíj 3. hely, illetve Abu-dzabi 2. hely, ami a Williams csapat első dupla dobogós eredménye is volt egyben.

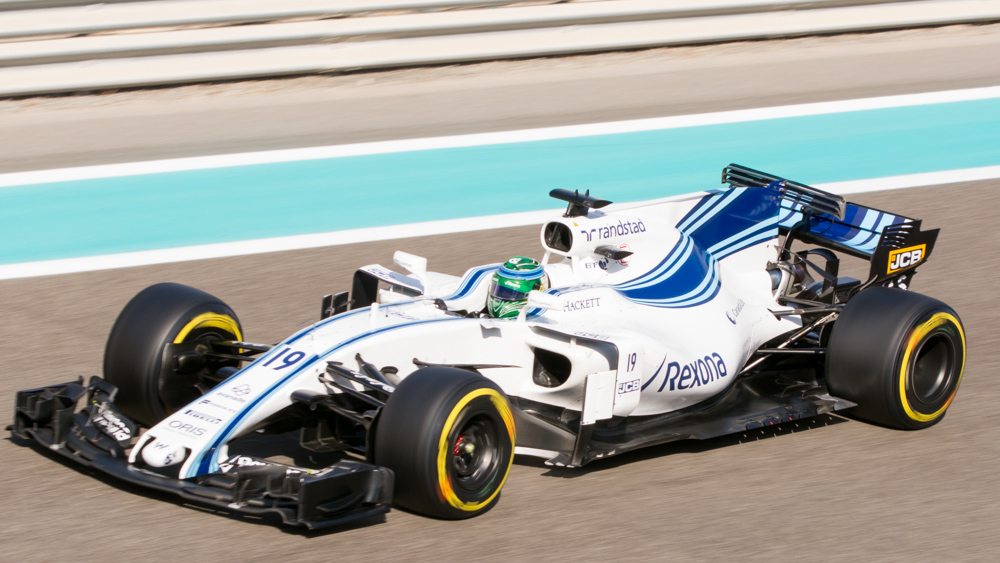
Massa az utolsó F1-es nagydíj hétvégéjén

#### 2015
A 2015-ös szezonban Felipe Massa 6. helyen végzett a bajnokságban 121 pontot szerezve. A brazil kétszer végzett dobogón a szezon során, mégpedig az osztrák és olasz nagydíjakon.

#### 2016
Massa 2016. szeptember 1-jén hivatalosan bejelentette visszavonulását a Formula–1-ből, ám 2017-re a csapat visszahívta őt.

#### 2017
2017. január 16-án Felipe Massa bejelentette a Formula–1-es visszatérését a Williams-hez. Ennek az oka Valtteri Bottas átigazolása a Mercedes istállóhoz.

## Eredményei

### Formula–1-es statisztikái
| Év   | Csapat                  | Győzelem | Pole-pozíció | Leggyorsabb kör | Pont | Helyezés |
| ---- | ----------------------- | -------- | ------------ | --------------- | ---- | -------- |
| 2002 | Sauber–Petronas         | 0        | 0            | 0               | 4    | 13.      |
| 2004 | Sauber–Petronas         | 0        | 0            | 0               | 12   | 12.      |
| 2005 | Sauber–Petronas         | 0        | 0            | 0               | 11   | 13.      |
| 2006 | Scuderia Ferrari        | 2        | 3            | 2               | 80   | 3.       |
| 2007 | Scuderia Ferrari        | 3        | 6            | 6               | 94   | 4.       |
| 2008 | Scuderia Ferrari        | 6        | 6            | 3               | 97   | 2.       |
| 2009 | Scuderia Ferrari        | 0        | 0            | 1               | 22   | 11.      |
| 2010 | Scuderia Ferrari        | 0        | 0            | 0               | 144  | 6.       |
| 2011 | Scuderia Ferrari        | 0        | 0            | 2               | 118  | 6.       |
| 2012 | Scuderia Ferrari        | 0        | 0            | 0               | 122  | 7.       |
| 2013 | Scuderia Ferrari        | 0        | 0            | 0               | 112  | 8.       |
| 2014 | Williams Martini Racing | 0        | 1            | 1               | 134  | 7.       |
| 2015 | Williams Martini Racing | 0        | 0            | 0               | 121  | 6.       |
| 2016 | Williams Martini Racing | 0        | 0            | 0               | 53   | 11.      |
| 2017 | Williams Martini Racing | 0        | 0            | 0               | 43   | 11.      |

(A táblázat a 2017-es Formula–1 abu-dzabi nagydíj után frissült.)

Összesen: 11 győzelem, 16 pole-pozíció, 15 leggyorsabb kör, 1167 pont.
(Táblázat értelmezése)

(Félkövér: pole-pozícióból indult; dőlt: leggyorsabb kört futott) 

| Év   | Csapat   | 1      | 2      | 3      | 4      | 5      | 6       | 7       | 8      | 9       | 10     | 11     | 12     | 13     | 14     | 15     | 16     | 17     | 18      | 19     | 20     | 21    | Helyezés | Pont |
| ---- | -------- | ------ | ------ | ------ | ------ | ------ | ------- | ------- | ------ | ------- | ------ | ------ | ------ | ------ | ------ | ------ | ------ | ------ | ------- | ------ | ------ | ----- | -------- | ---- |
| 2002 | Sauber   | AUS Ki | MAL 6  | BRA Ki | SMR 8  | ESP 5  | AUT Ki  | MON Ki  | CAN 9  | EUR 6   | GBR 9  | FRA Ki | GER 7  | HUN 7  | BEL Ki | ITA Ki | USA    | JPN Ki |         |        |        |       | 13.      | 4    |
| 2004 | Sauber   | AUS Ki | MAL 8  | BHR 12 | SMR 10 | ESP 9  | MON 5   | EUR 9   | CAN Ki | USA Ki  | FRA 13 | GBR 9  | GER 13 | HUN Ki | BEL 4  | ITA 12 | CHN 8  | JPN 9  | BRA 8   |        |        |       | 12.      | 12   |
| 2005 | Sauber   | AUS 10 | MAL 10 | BHR 7  | SMR 10 | ESP 11 | MON 9   | EUR 14  | CAN 4  | USA Ni  | FRA Ki | GBR 10 | GER 8  | HUN 14 | TUR Ki | ITA 9  | BEL 10 | BRA 11 | JPN 10  | CHN 6  |        |       | 13.      | 11   |
| 2006 | Ferrari  | BHR 9  | MAL 5  | AUS Ki | SMR 4  | EUR 3  | ESP 4   | MON 9   | GBR 5  | CAN 6   | USA 2  | FRA 3  | GER 2  | HUN 7  | TUR 1  | ITA 9  | CHN Ki | JPN 2  | BRA 1   |        |        |       | 3.       | 80   |
| 2007 | Ferrari  | AUS 6  | MAL 5  | BHR 1  | ESP 1  | MON 3  | CAN Kiz | USA 3   | FRA 2  | GBR 5   | EUR 2  | HUN 13 | TUR 1  | ITA Ki | BEL 2  | JPN 6  | CHN 3  | BRA 2  |         |        |        |       | 4.       | 94   |
| 2008 | Ferrari  | AUS Ki | MAL Ki | BHR 1  | ESP 2  | TUR 1  | MON 3   | CAN 5   | FRA 1  | GBR 13  | GER 3  | HUN 17 | EUR 1  | BEL 1  | ITA 6  | SIN 13 | JPN 7  | CHN 2  | BRA 1   |        |        |       | 2.       | 97   |
| 2009 | Ferrari  | AUS Ki | MAL 9  | CHN Ki | BHR 14 | ESP 6  | MON 4   | TUR 6   | GBR 4  | GER 3   | HUN Ni | EUR    | BEL    | ITA    | SIN    | JPN    | BRA    | UAE    |         |        |        |       | 11.      | 22   |
| 2010 | Ferrari  | BHR 2  | AUS 3  | MAL 7  | CHN 9  | ESP 6  | MON 4   | TUR 7   | CAN 15 | EUR 11  | GBR 15 | GER 2  | HUN 4  | BEL 4  | ITA 3  | SIN 8  | JPN Ki | KOR 3  | BRA 15  | UAE 10 |        |       | 6.       | 144  |
| 2011 | Ferrari  | AUS 7  | MAL 5  | CHN 6  | TUR 11 | ESP Ki | MON Ki  | CAN 6   | EUR 5  | GBR 5   | GER 5  | HUN 6  | BEL 8  | ITA 6  | SIN 9  | JPN 7  | KOR 6  | IND Ki | UAE 5   | BRA 5  |        |       | 6.       | 118  |
| 2012 | Ferrari  | AUS Ki | MAL 15 | CHN 13 | BHR 9  | ESP 15 | MON 6   | CAN 10  | EUR 16 | GBR 4   | GER 12 | HUN 9  | BEL 5  | ITA 4  | SIN 8  | JPN 2  | KOR 4  | IND 6  | UAE 7   | USA 4  | BRA 3  |       | 7.       | 122  |
| 2013 | Ferrari  | AUS 4  | MAL 5  | CHN 6  | BHR 15 | ESP 3  | MON Ki  | CAN 8   | GBR 6  | GER Ki  | HUN 8  | BEL 7  | ITA 4  | SIN 6  | KOR 9  | JPN 10 | IND 4  | UAE 8  | USA 12  | BRA 7  |        |       | 8.       | 112  |
| 2014 | Williams | AUS Ki | MAL 7  | BHR 7  | CHN 15 | ESP 13 | MON 7   | CAN 12† | AUT 4  | GBR Ki  | GER Ki | HUN 5  | BEL 13 | ITA 3  | SIN 5  | JPN 7  | RUS 11 | USA 4  | BRA 3   | UAE 2  |        |       | 7.       | 134  |
| 2015 | Williams | AUS 4  | MAL 6  | CHN 5  | BHR 10 | ESP 6  | MON 15  | CAN 6   | AUT 3  | GBR 4   | HUN 12 | BEL 6  | ITA 3  | SIN Ki | JPN 17 | RUS 4  | USA Ki | MEX 6  | BRA Kiz | UAE 8  |        |       | 6.       | 121  |
| 2016 | Williams | AUS 5  | BHR 8  | CHN 6  | RUS 5  | ESP 8  | MON 10  | CAN Ki  | EUR 10 | AUT 20† | GBR 11 | HUN 18 | GER Ki | BEL 10 | ITA 9  | SIN 12 | MAL 13 | JPN 9  | USA 7   | MEX 9  | BRA Ki | UAE 9 | 11.      | 53   |
| 2017 | Williams | AUS 6  | CHN 14 | BHR 6  | RUS 9  | ESP 13 | MON 9   | CAN Ki  | AZE Ki | AUT 9   | GBR 10 | HUN Vi | BEL 8  | ITA 8  | SIN 11 | MAL 9  | JPN 10 | USA 9  | MEX 11  | BRA 7  | UAE 10 |       | 11.      | 43   |

† A versenyt nem fejezte be, de helyezését értékelték, mert a versenytáv több, mint 90%-át teljesítette.
Megjegyzés: 2014-ben a szezonzáró nagydíjon dupla pontokat osztottak.

### Teljes Formula–E eredménylistája
(Táblázat értelmezése)

(Félkövér: pole-pozícióból indult; dőlt: leggyorsabb kört futott) 

| Év      | Csapat  | 1      | 2      | 3      | 4      | 5      | 6      | 7      | 8      | 9      | 10     | 11     | 12      | 13     | Helyezés | Pont |
| ------- | ------- | ------ | ------ | ------ | ------ | ------ | ------ | ------ | ------ | ------ | ------ | ------ | ------- | ------ | -------- | ---- |
| 2018–19 | Venturi | ADR 17 | MAR 18 | SAN Ki | MEX 8  | HKG 5  | SNY 10 | ROM Ki | PAR 9  | MON 3  | BER 15 | BRN 8  | NYC 16† | NYC 16 | 15.      | 36   |
| 2019–20 | Venturi | ADR 12 | ADR 18 | SAN 9  | MEX Ki | MAR 17 | BER Ki | BER Hn | BER 19 | BER 10 | BER 13 | BER 16 |         |        | 22.      | 3    |

† A versenyt nem fejezte be, de helyezését értékelték, mert a versenytáv több, mint 90%-át teljesítette.

## Magánélete
Felipe Massa nős, felesége Rafaela Bassi, akivel 2007. november 30-án házasodtak össze. 2009. november 30-án São Paulóban megszületett első gyermeke, Felipe (Felipinho). Testvérei: nővére Fernanda és öccse Eduardo.

## Hobbija
Massa kedvenc időtöltése a labdarúgás, a pilóta-válogatott oszlopos tagja. Ezen kívül gyűjti az értékes karórákat, és szereti a videojátékokat is.

## Külső hivatkozások
- Felipe Massa hivatalos honlapja
- f1ferrari.hu
- Felipe Massa Magyar Rajongó Oldala